# 小瑞士 (北卡羅萊納州)
小瑞士（英語：Little Switzerland）是位於美國北卡羅萊納州麥克道威縣及米切爾縣的非建制地區。

## 歷史
小瑞士的郵局自1912年營運至今。

## 地理
小瑞士所處的海拔為高於海平面1057米（即3468英呎），而該地所採用的時區為UTC-5，即北美东部时区（EST）。同時該地設有夏令時間，為UTC-5調快一小時，即UTC-4（EDT）。